# Hicksville (New York)
Hicksville is een stad in Nassau County op Long Island in de Amerikaanse staat New York. De stad heeft 41 547 inwoners en ligt aan de Long Island Rail Road